# Zeus. I miti degli eroi
Zeus - I miti degli eroi è un libro pubblicato da Luciano De Crescenzo subito dopo aver terminato le riprese per il programma RAI: Zeus - Le gesta degli dei e degli eroi nel 1991. Il libro è una versione più approfondita degli argomenti trattati nelle puntate ed è stato edito nel 1992 da Arnoldo Mondadori assieme a una coppia di VHS delle puntate RAI.

## Capitoli
- Ritratto dell'eroe
- Gli Argonauti
- Il viaggio
- Il Vello d'Oro
- La vendetta di Medea
- La nascita di Eracle
- Le dodici fatiche
- La camicia di Nesso
- Teseo
- Minosse e compagnia bella
- L'amico Piritoo
- Admeto e Alcesti

### Ritratto dell'eroe
Scrive De Crescenzo che secondo gli antichi greci la figura dell'eroe fosse la più importante di qualsiasi altro ruolo nella vita della città, superando persino il potere del re o dei politici. De Crescenzo in questa sua introduzione del libro analizza l'eroe in tutti i suoi pregi e i suoi difetti, mettendo a confronto alcune figure gloriose e violente come Achille ed altre scaltre e imbroglioni come Ulisse.

### Gli Argonauti
Per gran parte del libro De Crescenzo racconta il famoso mito degli Argonauti, ispirandosi al poema Le Argonautiche di Apollonio Rodio.
Giasone è un giovane figlio di un potente re, spodestato però dal crudele fratello. Così l'eroe vive gran parte della sua infanzia in povertà non sapendo le sue origini fino a quando non viene a saperlo da una dea al quale, travestita da vecchia, dà una mano ad attraversare un impetuoso fiume. Nella traversata il giovane Giasone perde un sandalo, ma la dea lo rassicura rivelandogli che compirà grandi imprese e di recarsi subito alla corte dello zio per reclamare il trono.
Lo zio, riconoscendo il nipote, non vuole cederglielo, ma inventa una scusa raccontando di un famoso "Vello d'oro" custodito da creature magiche nella lontana Colchide e di volerlo ottenere in cambio del trono.

### Le donne di Lemno
Giasone accetta e si mette in viaggio arruolando una schiera di volontari, tra i quali Eracle, Laerte e molti genitori dei grandi eroi che oggi conosciamo. Così gli Argonauti partono per la Colchide e facendo prima sosta si fermano nell'isola di Lemno. Questo è un luogo abitato da sole donne, punite da Artemide con il puzzo, per un mancato sacrificio, costrette a emanare fetore per l'eternità. Giasone approda, ma non tiene conto all'odore e si unisce alla regina Ipsipile, e i compagni con le popolane in un'enorme orgia.
Solo dopo settimane gli eroi si decidono a ripartire superando voragini grazie all'aiuto degli dei e uccidendo feroci arpie garantendosi il buono auspicio da un indovino cieco, fino ad arrivare alla terra del Vello.

### Giasone e Medea

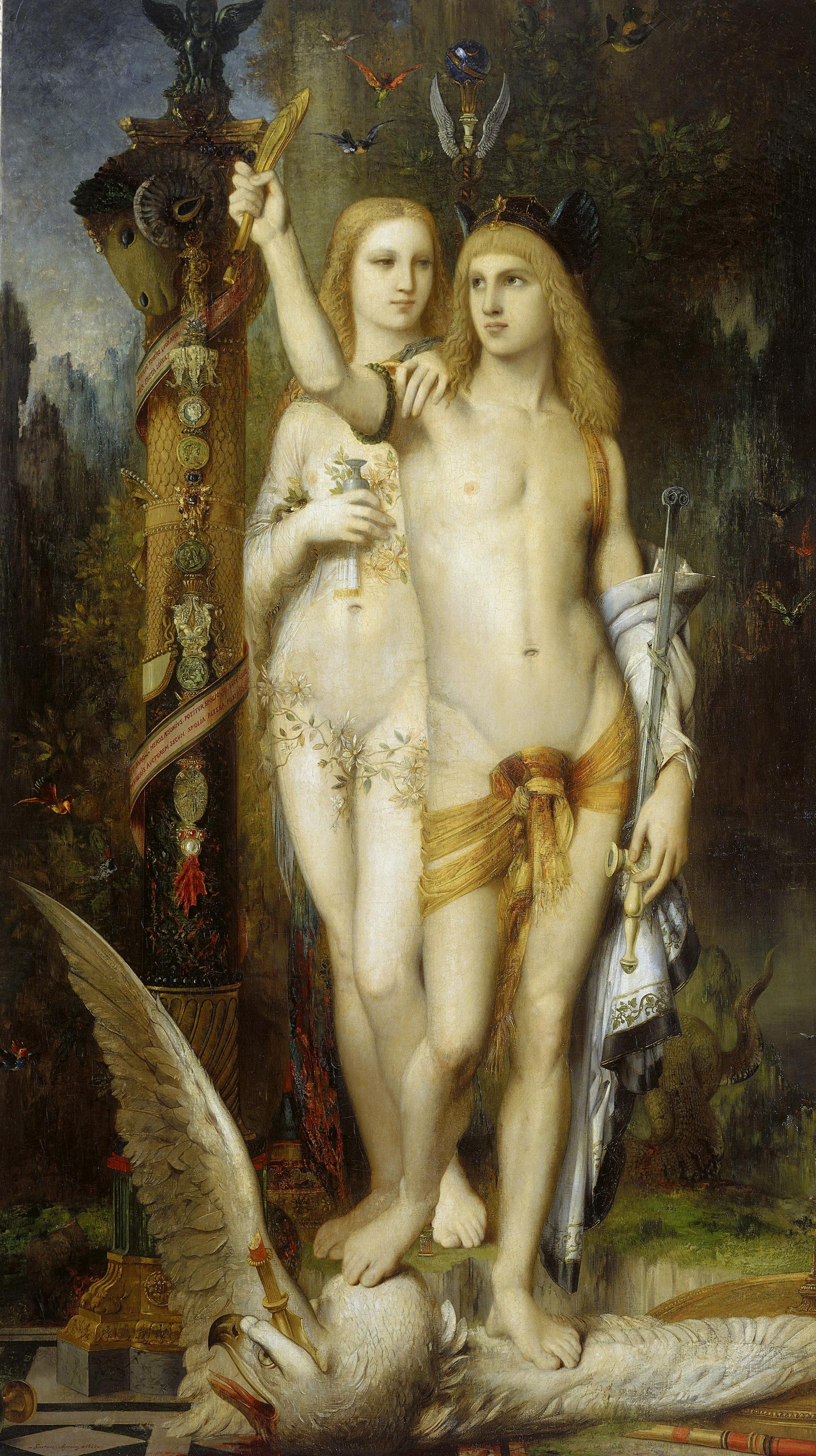
"Giasone e Medea".
Dipinto (olio su tela) di Gustave Moreau (1865).
Conservato al Musée d'Orsay di Parigi

Giasone e i compagni vengono ricevuti a corte e l'eroe s'innamora della bella maga Medea la quale anch'essa s'innamora aiutandolo nel prendere il vello, facendo addormentare il custode: un potente drago sputafuoco. Alla fine Giasone, tradendo la fiducia del re, fugge via con Medea, il vello e il fratello minore di questa che poi verrà ucciso per rallentare le barche del sovrano.
In Grecia Giasone diventa finalmente re, ma dopo un po' deve prendere accordi con un popolo nemico, sposando la figlia del monarca. Medea monta su tutte le furie, giacché era felice con suo marito, dandogli alla luce anche due bei figlia, ma Giasone è irremovibile e compie il sacro rito. Medea vendicandosi regala una tunica avvelenata alla nuova consorte che muore tra mille dolori e fa squartare con l'inganno il monarca nemico, per poi uccidere i suoi due adorati figli.

### Eracle

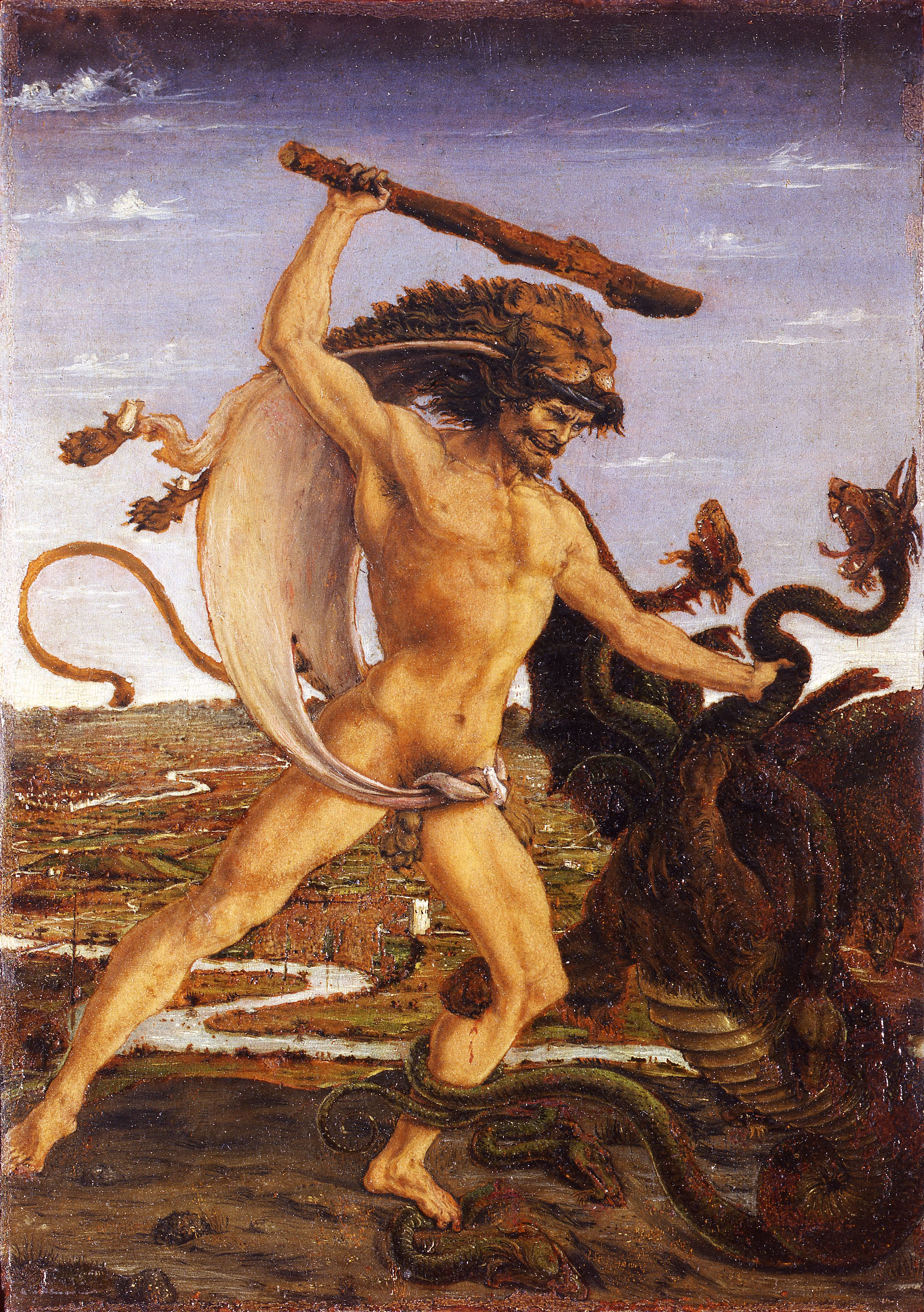
Ercole e l'idra (dipinto di Antonio del Pollaiolo)

Il grande eroe Eracle è nato dall'unione di Zeus con una mortale: Alcmena. Come riporta Plauto nella sua commedia Amphitruo, Anfitrione era partito in una spedizione contro dei nemici e Alcmena era rimasta sola in casa. Al che, Zeus prende immediatamente le sembianze del marito, sostenuto dal figlio Ermes che si tramuta nel servo Sosia, per consumare tre notti d'amore con la donna. Infatti il Padre degli Dei aveva ordinato alle Ore, al dio Sole e a tutti gli altri dei di far scendere sulla Terra la notte per tre giorni e tre notti, affinché i due non fossero disturbati. Venuto alla luce, il piccolo Eracle viene affidato alle cure di Dioniso per istruirlo nell'arte della musica e del ballo e dal centauro Chirone nell'arte della lotta e della guerra.
Divenuto ormai giovane Eracle compie dodici grandi imprese per volere di uno sciocco di nome Euricleo. L'eroe le risolve tutte quante per poi sposarsi in santa pace con una giovane mortale.
Tuttavia dopo qualche anno Eracle e sua moglie s'imbattono in un centauro: Nesso che tenta di rapire Deianira, ma Eracle lo trafigge appena in tempo. Negli ultimi istanti di vita Nesso si rivolge a Deianira dichiarandole di intingere una tunica nel suo sangue e di metterlo sulle spalle del marito, se questi un giorno si fosse innamorato di un'altra. Deianira bagna la camicia del sangue e si accorge che dopo qualche anno ancora Eracle non comincia più a darle le attenzioni di un tempo, così gli mette la tunica. In realtà il centauro aveva mentito perché il suo sangue è avvelenato e si attacca alla pelle causandole dolori micidiali tanto che Eracle, pazzo di follia, erige una pira e vi si dà fuoco.

### Il mito di Teseo
Il giovane eroe greco Teseo viene a sapere che nell'isola di Creta il re Minosse preleva dalla Grecia un gruppo di giovani maschi e femmine per darli in pasto al suo figlio disgraziato: il Minotauro. Questi è un essere metà uomo e metà toro, rinchiuso in un grande labirinto costruito da Dedalo e Icaro.
Teseo parte con un gruppo di compagni per ucciderlo, arrivato si reca a palazzo dove incontra la bellissima principessa Arianna che lo aiuta nell'impresa: lei gli dona un gomitolo di lana in modo che l'ero possa trovare la via del ritorno nel labirinto, senza perdersi.
Infatti il trucco riesce: Teseo dopo un po' nel labirinto trova alcuni cadaveri dei suoi compagni e infine la mostruosa bestia che uccide con un colpo di spada ben assestato. Infine l'eroe ritorna verso la Grecia portandosi con sé Arianna che ben presto abbandona, mentre lei dorme, nell'isola abitata dal dio Dioniso.
Tuttavia il fato si vendica contro Teseo: questi si dimentica di issare la vela bianca, simbolo della vittoria e lascia quella nera, segno della sua morte e il padre, vedendo la barca ritornare, si lascia cadere in mare da una rupe.
In una sua seconda avventura, Teseo si trova in compagnia di Piritoo amico con quale ha condiviso molte avventure tra le quali alcuni rapimenti di Elena, la futura sposa di Menelao e la discesa nella dimora oscura di Ade. Infatti Piritoo è venuto per reclamare Persefone, la sua fidanzata, rapita dal dio molto tempo prima per tenerla nell'Oltretomba come sua sposa.
Ade con un abile trucco invita i due a sedere in due poltrone che, al contatto con la pelle, si trasformano in carne diventando un tutt'uno con gli eroi. Solo Eracle riuscirà a salvarli molto tempo dopo, ma Piritoo ci rimetterà la pelle.

### Admento e Alcesti
Due coniugi greci sono segnati da una grande tragedia. Admeto vuole il potere, ma i genitori non ne vogliono sapere, finché non chiede aiuto ad Ade il signore dei morti. Questi glielo dà e lo fa regnare per molti anni a condizione che alla fine questi gli consegni un'anima. Admeto accetta ma al momento di pagare il prezzo non riesce a trovare una persona da uccidere e che soprattutto decida di morire al posto di Admeto. Così Alcesti viene a saperlo di nascosto e ritiene di sacrificarsi lei per il bene del marito. Admeto è disperato e solo Eracle riesce a salvare la situazione riscattando l'anima di Alcesti nell'Ade e a riportare la sposa in vita.